# Mourecotelles boliviensis
Mourecotelles boliviensis är en biart som beskrevs av Toro och Cabezas 1978. Mourecotelles boliviensis ingår i släktet Mourecotelles och familjen korttungebin. Inga underarter finns listade i Catalogue of Life.